# واتارو يوشيكاوا
واتارو يوشيكاوا (باليابانية: 吉川和多留؛ بالكانا: よしかわ わたる) مواليد 26 سبتمبر 1969 في طوكيو، هو متسابق دراجات نارية ياباني. نافس في بطولة العالم للسوبربايك وبطولة العالم للموتو جي بي.

## روابط خارجية
- واتارو يوشيكاوا على موقع MotoGP.com (الإنجليزية)
- واتارو يوشيكاوا على موقع WorldSBK.com (الإنجليزية)